# Казанка (приток Вятки)
Казанка — река в России, протекает в Удмуртии и Кировской области. Устье реки находится в 118 км по левому берегу реки Вятки. Длина реки составляет 50 км. Площадь бассейна — 590 км².
Исток реки в лесах к востоку от деревни Верхняя Муркозь (Кизнерский район Удмуртии). Река течёт на юг по лесному массиву параллельно границе с Кировской областью. В верхнем течении протекает деревню Старая Казанка, в среднем течении протекает рядом с деревнями Безменшур, Бертло, Чуштаськем и Коммуна; после чего уходит на территорию Кировской области. Некоторое время образует границу Малмыжского и Вятскополянского районов. В Кировской области протекает деревни Виноградово, Казанка и Новый Пинигерь (все — Омгинское сельское поселение). Впадает в Вятку у деревни Кордон. Ширина реки незадолго до устья — 12 метров. Высота устья — 57,1 м над уровнем моря.

## Притоки (км от устья)
- 20 км: река Якшурка (лв)
- 30 км: река Омгинка (пр)
- 34 км: река Муркозька (пр)
- 40 км: река Косинка (лв)

## Данные водного реестра
По данным государственного водного реестра России относится к Камскому бассейновому округу, водохозяйственный участок реки — Вятка от водомерного поста посёлка городского типа Аркуль до города Вятские Поляны, речной подбассейн реки — Вятка. Речной бассейн реки — Кама.
Код объекта в государственном водном реестре — 10010300512111100040333.